# 56口径100mm艦載砲
本項では、ソビエト連邦において開発されたB-34 100mm単装艦載砲と、それをもとに中華人民共和国で改良が加えられ連装砲化した79型（H/PJ-33)艦載砲について述べる。

## B-34
56口径100mm艦載砲の開発は、イワノフ技師の指揮下に、ボルシェビク工場にて1936年より着手された。これは、その前年に行なわれたB-14砲の試験の不首尾によるものであり、新しい砲はB-34砲と呼ばれることになった。
プロトタイプは1937年中頃に完成し、8月には試験が行なわれたが、同年中には変更を加えるために工場に逆戻りした。1941年初頭までに、これらの砲の最初の量産型が42門、海軍に引き渡されたが、これらはいずれも動作に問題を抱えていたといわれている。B-34砲を最初に搭載した艦はキーロフ級巡洋艦であった。
1941年には改良型のB-34Uが開発されたが、第二次世界大戦の影響で、量産開始は1946年までずれこむことになった。B-34Uにおける改良点は、他の100mm砲と同様に半自動式の気圧式閉鎖機を導入した点であった。しかしB-34Uにおいてもなお、装填時の砲尾動作不良や信管の設定不良などの問題は残存しており、これらの是正は、1948年に開発された B-34-USMを待たねばならなかった。 B-34-USMの生産は1949年より開始された。
1951年にはリガ型フリゲートで搭載されることとなるB-34-USMAにおいてSfera-50レーダー式射撃指揮システムが採用された。
しかしながら、航空機の高速化に伴い、ソビエト連邦海軍は追随性の優れた76mm・57mm砲に重点を移し、B-34砲の搭載は行なわれなくなっていった。

### 搭載艦艇
- ソビエツキー・ソユーズ級戦艦
- クロンシュタット級重巡洋艦
- キーロフ級巡洋艦
- コラ型フリゲート
- リガ型フリゲート
- 成都級フリゲート
- 江南型フリゲート
- 江滬I型フリゲート

## 79型（H/PJ-33）
1950年代、中国人民解放軍海軍のフリゲート勢力は、ソビエト連邦のリガ型フリゲートのノックダウン生産型である6601型（成都級）と、そのコピーである065型フリゲート（江南型）を主力としていた。これらはいずれも、B-34単装砲を主砲としていた。
その後、これらをベースとして、中国独自のフリゲートとして053型シリーズを発展させていくにあたり、主砲の発射速度の強化が求められることになった。このときには中ソ対立が激化していたことからソビエト連邦の新しい艦砲を導入することはできず、B-34砲をもとに連装の半自動砲として開発されたのが79型（H/PJ-33）である。79型の開発は1970年より開始され、1979年に完了して制式化された。
1990年代には、軽量化し発射速度を向上させた79A/92型（H/PJ-33A）に発展した。その後ステルス性を考慮し多面体形状となった99型（H/PJ-33B）が開発される。2000年代以降、既存の79型搭載艦および79A型搭載艦の砲塔は99型への更新が進められた。
ソビエト連邦を出自とするこれらの系統とは別に、2000年代以降新規建造された駆逐艦やフリゲートには、単装にも拘わらず発射速度が良好で軽量なフランスの100mmコンパクト砲のコピーが搭載されている。

### 搭載艦艇
- 江東型フリゲート（H/PJ-33）
- 江滬II/III型フリゲート（H/PJ-33）
- 江滬V型フリゲート（H/PJ-33→H/PJ-33B）
- 江衛I型フリゲート（H/PJ-33）
- 江衛II型フリゲート（H/PJ-33A→H/PJ-33B）
- 旅大III型駆逐艦（051G型）（56SM→H/PJ-33B）
- 旅滬型駆逐艦（H/PJ-33A→H/PJ-33B）
- 旅海型駆逐艦（H/PJ-33A→H/PJ-33B）
- チャオプラヤー級フリゲート（H/PJ-33、H/PJ-33→H/PJ-33B）